# Tontowi Ahmad
Tontowi Ahmad, född den 18 juli 1987, är en indonesisk badmintonspelare som vann OS-guld i mixeddubbel tillsammans med Lilyana Natsir vid Olympiska sommarspelen 2016. Den 20 april 2017 rankades dubbelparet Ahmad och Natsir som fyra i världen av Badminton World Federation.